# Torsten Zwingenberger

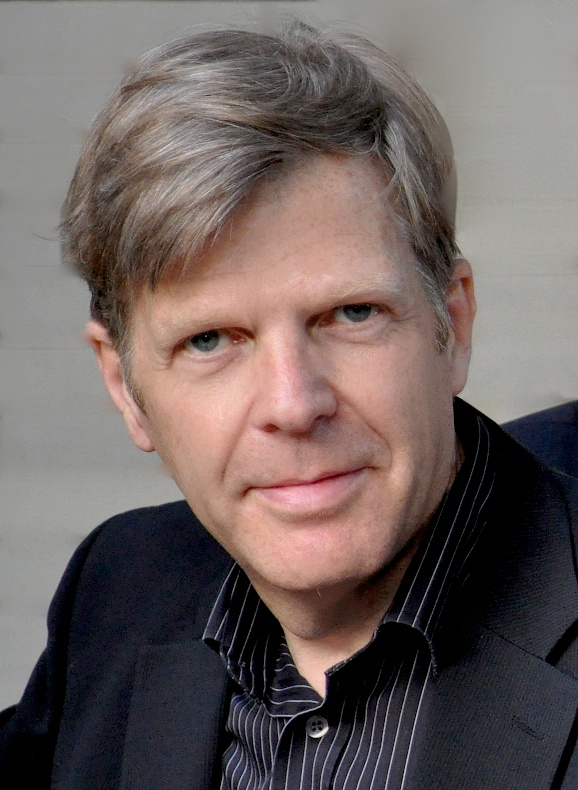

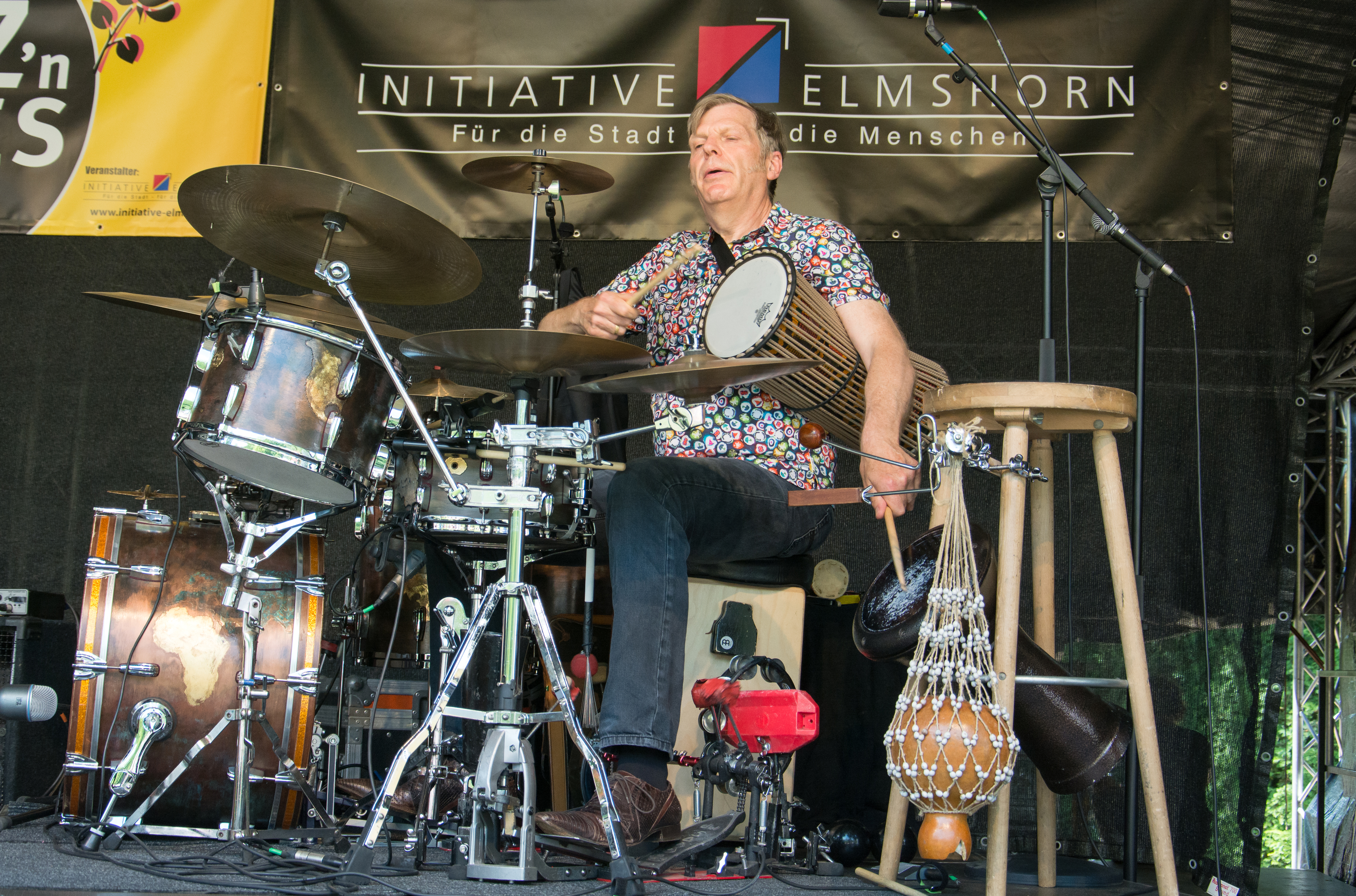
Torsten Zwingenberger beim Jazz'n Roses 2017

Torsten Zwingenberger (* 12. Januar 1959 in Hamburg) ist ein deutscher Jazz- und Blues-Schlagzeuger.

## Leben
Torsten Zwingenberger wuchs in Hamburg auf und verdiente seine ersten musikalischen Meriten als Waschbrettspieler. Mit 15 Jahren begann er Schlagzeug zu spielen. Anfangs konzentrierte er sich auf den New Orleans Jazz und entwickelte sich im Laufe der Zeit zum Allrounddrummer des Modern Jazz. Er lebt seit 1979 in Berlin.
Dem breiten Publikum wurde er Ende der 1970er Jahre als Begleiter von Rhythm-and-Blues- und Boogie-Woogie-Musikern bekannt, u. a. mit verschiedenen Plattenproduktionen mit seinem Bruder, dem Boogie-Woogie-Pianisten Axel Zwingenberger und dem Sänger Big Joe Turner.
1981 veröffentlichte Zwingenberger sein erstes Jazzalbum. 1983 begann er selbst, Tonträger zu produzieren, die seine Arbeit und Entwicklung als Jazztrommler dokumentieren: wie z. B. mit Buddy Tate (1983), Harry „Sweets“ Edison (1986) und Plas Johnson (1989). Auf zahlreichen Konzerten und Tourneen spielte er außerdem mit Musikern wie Joe Pass, Jay McShann, Buddy DeFranco, Benny Bailey, Joe Newman, Ray Bryant, Leo Wright, Champion Jack Dupree, Charlie Musselwhite, Katie Webster oder Red Holloway. 1992 trat Zwingenberger als bis dahin einziger deutscher Jazzmusiker bei einem Konzert aus der Reihe „Highlights in Jazz“ in New York City auf, wo er mit den Trompetern Jon Faddis und Doc Cheatham und dem Gitarristen Peter Bernstein spielte.

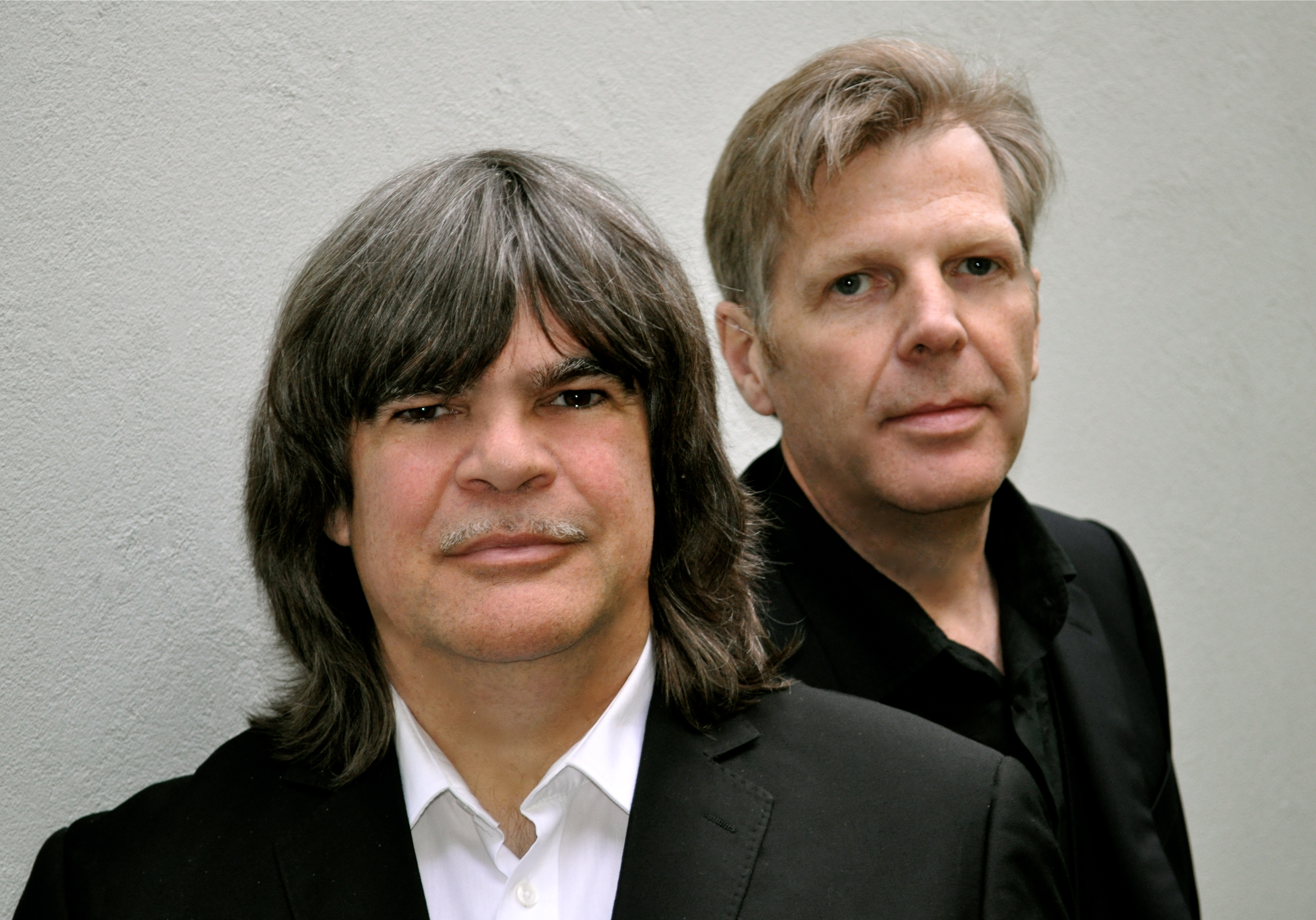
Torsten (rechts) und Axel Zwingenberger, 2011

Zusammen mit seinem Bruder Axel Zwingenberger unternahm er Konzertreisen in Europa sowie in Nord-, West- und Zentralafrika und im Nahen Osten. Zwischen 2001 und 2006 war Zwingenberger Schlagzeuger und Manager von „Lyambiko“ mit Auftritten in Deutschland, den USA, Frankreich, Schweiz, Österreich, Polen und Tschechien; er produzierte mit dieser Band vier erfolgreiche CD-Alben. Seitdem tritt er mit unterschiedlichen Jazzformationen auf, z. B. mit den „New Orleans Shakers“ (Thomas L’Etienne, Jan-Hendrik Ehlers, Oliver Karstens). Mit dem Pianisten Lionel Haas und dem Bassisten Martin Lillich bildete er seit 2014 die Band Berlin 21, die 2021 ihr drittes Album veröffentlichte. Weiterhin tritt er mit seinem Bruder Axel in der Formation als „Boogie-Woogie-Brothers“ sowie in anderen Projekten, etwa mit Abi Wallenstein, Georg Schroeter und Marc Breitfelder auf. Seit 2019 tritt er mit dem Torsten Zwingenberger 4tet auf (mit Saxophonist Patrick Braun, Pianist Kenneth Berkel und Bassist Carmelo Leotta).
Zwingenberger entwickelte eine sehr virtuose und anspruchsvolle Schlagzeugtechnik, die er „Drumming 5.1“ nennt: Er spielt mit mindestens fünf Fußmaschinen – zeitweise simultan, da er auch die Fersen einsetzt. Beidhändig spielt er „open-handed“ und gebraucht bei den Trommelstöcken beide Enden mit der „Twineffekt-Technik“, die extrem schnelle Schlagfolgen ermöglicht. Dazu werden unterschiedliche Percussioninstrumente angeschlagen und so verschiedene miteinander engmaschig verflochtene Rhythmuslinien erzeugt.

## Diskografie (Auswahl)
- 1976: Boogie Woogie Session '76 (live in Vienna) (mit Axel Zwingenberger, Hans-Georg Möller und Martin Pyrker)
- 1977: It's Whoopie (mit Jo Ann Kelly und Martin Pyrker)
- 1979: Let‘s Boogie Woogie All Night Long (mit Big Joe Turner und Axel Zwingenberger)
- 1980: Return To Blues (mit Martin Pyrker)
- 1981: Torsten Zwingenberger Trio – All That Swing Blues & Boogie Stuff (mit John Deffrey, Regina Tischer und Harold John Abstein)
- 1982: Between Hamburg and Hollywood (mit Axel Zwingenberger, Joe Newman, Big Joe Turner und  Lloyd Glenn)
- 1984: Torsten Zwingenberger‘s Swingburger - Groovy at the Movie (mit John Deffrey, Hendrik Meurkens, Ulli Hanke, Kalli Gerhards, Jutta Waldeck, Rainer Stemmermann)
- 1984: Buddy Tate meets Torsten Zwingenberger (mit Buddy Tate, Otto Weiss und Dieter Guetzkow)
- 1987: Torsten Zwingenberger and Band Meets Harry Sweets Edison - „There‘ll Never Be Another You“ (mit Sweets Edison, Hendrik Meurkens, Giorgio Crobu und Kalli Gerhards)
- 1988: Vienna Boogie Woogie (mit Martin Pyrker)
- 1988: Axel Zwingenberger & The Friends of Boogie Woogie Vol.6 (mit Axel Zwingenberger, Champion Jack Dupree und der Mojo Blues Band)
- 1988: Boogie Woogie Bros. - Axel and Torsten Zwingenberger (mit Axel Zwingenberger)
- 1989: Torsten Zwingenberger and Band Meet Plas Johnson (mit Plas Johnson, Boris Vanderlek, Giorgio Crobu, Kalli Gerhards)
- 1991: Drumkid
- 1994: Torsten Zwingenberger-Band - Open Sunroof (mit Fiete Felsch, Matthias Baetzel und Kalli Gerhards)
- 1996: Silvermine (mit David Beecroft, Rurik van Heys, Claus Rueckbeil und Daniel Zenke)
- 1998: Drivin‘ You Crazy (mit Ekkehard Wölk, Tal Balshai, Jon Mark, Line For Lyons und den Boptists)
- 1999: Brothers in Boogie, Axel & Torsten Zwingenberger (mit Axel Zwingenberger)
- 2000: Vom Zauber der Züge (mit Axel Zwingenberger, Big Joe Turner, Sippie Wallace, Jay McShann, Mama Yancey, Red Holloway und der Mojo Blues Band)
- 2004: Tate Live (mit Buddy Tate, Hendrik Meurkens, Otto Weiss und Dieter Guetzkow)
- 2016: Air Force One - Jan Luley & Torsten Zwingenberger (mit Jan Luley)
- 2018: fresh! - Jo Schumacher & Torsten Zwingenberger (mit Jo Schumacher)
- 2022: Best Boost - Torsten Zwingenberger 4tet (mit Patrick Braun, Kenneth Berkel und Carmelo Leotta)

## Lexikalische Einträge
- Martin Kunzler: Jazz-Lexikon. Band 2: M–Z (= rororo-Sachbuch. Bd. 16513). 2. Auflage. Rowohlt, Reinbek bei Hamburg 2004, ISBN 3-499-16513-9.